# Val Divedro
Koordinaten: 46° 12′ N, 8° 15′ O; CH1903: 662877 / 117664

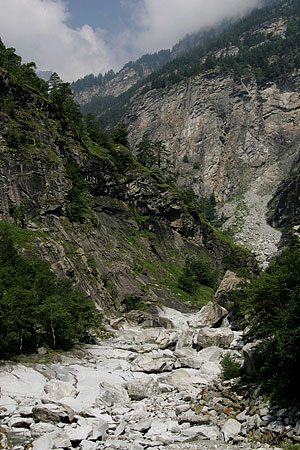
Val Divedro bei Gondo

Das Val Divedro ist ein grenzüberschreitendes Tal der Alpensüdseite im Piemont in Italien und im Kanton Wallis in der Schweiz.

## Geographie
Es erstreckt sich von der Passhöhe des Simplonpasses über die schweiz-italienische Grenze nach Varzo. Am Talausgang befindet sich Crevoladossola. Der Fluss, der dem Tal den Namen gibt, heißt Doveria auf Schweizer Seite, im italienischen Teil Diveria. Der Name des Oberlaufes vom Gemeindegebiet Simplon bis Gstein-Gabi ist Chrummbach, an besagtem Ort befindet sich die historische Sprachgrenze. Das Tal wird insbesondere in der Gondoschlucht und Iselle von schroffen, bis zu 1900 m hohen Bergen geprägt. Das Tal ist zwischen Gstein-Gabi und Iselle dermaßen schmal, dass nur die Simplonpassstrasse und die Doveria darin Platz finden. Die Passstraße führt hier mitten durch die Dörfchen hindurch. Vom Durchgangsverkehr befreit sind dagegen der Weiler Eggen und Simplon. Die Straße von Ornavasso bis zur Passhöhe, in Italien die Strada Statale 33 del Sempione, in der Schweiz die Hauptstrasse 9, ist eine Europastraße (E62). Seit ca. 1990 führt ein Tunnel durch den Montecrevola.
Seit 2007 wird das Dorf Varzo in einem langen Viadukt umfahren.

## Klima und Natur
Das Klima ist, entsprechend der unterschiedlichen Höhenlage, unterschiedlich. Während auf dem Simplonpass bis nach Simplon Dorf alpines Klima mit ewigem Schnee und Alpweiden herrscht, überwiegt auf der italienischen Seite das warme insubrische Klima. Auf der italienischen Seite gedeihen Kastanien, Palmen und vereinzelt Reben. Der Fluss mit seinen flach geschliffenen Steinen erinnert an das Maggiatal im Tessin.